# اکالکامپی، کوپال
اکالکامپی، کوپال (به انگلیسی: Akalkumpi, Koppal) یک منطقهٔ مسکونی در هند است که در کارناتاکا واقع شده‌است.